# Zeyno Eracar
Zeyno Eracar (Istanbul, 5 dicembre 1970) è un'attrice turca.

## Biografia
Nata nel 1970 a Istanbul (Turchia), Zeyno Eracar dopo aver completato l'istruzione primaria e secondaria, ha deciso di iscriversi presso il dipartimento teatrale del conservatorio statale dell'Università Mimar Sinan, dove al termine degli studi ha conseguito la laurea. Ha iniziato la propria lavorando presso il teatro municipale di Istanbul e i teatri municipali di Bakırköy.
Dal 1995 al 2000 ha fatto la sua prima apparizione sul piccolo schermo con il ruolo di Esin nella serie Çiçek Taksi. Nel 2005 ha vestito i panni di Başhemşire Tülay nella serie Naciye'yi Kim Sevmez, seguito nel 2006 dal ruolo di Beyza Pamukçuoğlu nella serie İki Aile. Dal 2002 al 2004 ha ricoperto il ruolo di Esma nella serie Zerda. Dal 2010 al 2013 ha vestito i panni di Neriman Akarsu nella serie Öyle Bir Geçer Zaman ki. Dal 2015 al 2017 è stata scelta per interpretare il ruolo di Fehime Soydere nella serie Endless Love (Kara Sevda). Nel 2018 ha fatto parte del cast della serie Nefes Nefese, nel ruolo di Afet Alacan. Nello stesso anno ha fatto il suo debutto al cinema con il ruolo di Zeliha nel film Hürkuş: Göklerdeki Kahraman diretto da Kudret Sabancı. Dal 2019 al 2021 ha accettato di ricoprire il ruolo di Zümrüt Şirhan nella serie Benim Adım Melek, seguito dal 2021 al 2024 dal ruolo di Gül Erguvan nella serie Segreti di famiglia (Yargı).

## Vita privata
Nel 2011 ha avuto un figlio, Derin.

## Filmografia

### Attrice

#### Cinema
- Hürkuş: Göklerdeki Kahraman, regia di Kudret Sabancı (2018)
- Nasipse Olur, regia di Selahattin Sancaklı (2020)
- Bayi Toplantısı, regia di Bedran Güzel (2020)
- Sardunya, regia di Çağıl Bocut (2021)

#### Televisione
- Çiçek Taksi – serie TV (ATV, 1995-2000)
- Tatlı Kaçıklar – serie TV (ATV, 1996)
- Kaygısızlar – serie TV, 7 episodi (Star TV, 1998)
- Bir Demet Kahkaha – serie TV (2000)
- Bir Demet Yerli Film – serie TV (2000)
- Zerda – serie TV (ATV, 2002-2004)
- 24 Saat – serie TV (Star TV, 2004)
- Büyük Buluşma – serie TV (Samanyolu TV, 2004)
- Beşinci Boyut – serie TV (Samanyolu TV, 2005)
- Naciye'yi Kim Sevmez – serie TV, 3 episodi (ATV, 2005)
- İki Aile – serie TV (ATV, 2006)
- Hakkını Helal Et – serie TV (Samanyolu TV, 2007)
- Fesupanallah – serie TV (ATV, 2007)
- Kollama – serie TV (Samanyolu TV, 2008)
- Cesaretin Var Mı Aşka – serie TV, 3 episodi (Kanal D, 2008)
- Öyle Bir Geçer Zaman ki – serie TV, 120 episodi (Kanal D, 2010-2013)
- Bana Artık Hicran De – serie TV, 4 episodi (Kanal D, 2014)
- Zeyrek ile Çeyrek – serie TV, 1 episodio (Kanal D, 2015)
- Endless Love (Kara Sevda) – serie TV, 74 episodi (Star TV, 2015-2017)
- Nefes Nefese – serie TV, 10 episodi (Star TV, 2018)
- İstanbullu Gelin – serie TV, 1 episodio (Star TV, 2019)
- Benim Adım Melek – serie TV, 66 episodi (TRT 1, 2019-2021)
- Segreti di famiglia (Yargı) – serie TV, 95 episodi (Kanal D, 2021-2024)
- Leyla: Hayat… Aşk… Adalet... – serie TV (Now, 2024)

### Doppiatrice

#### Cinema
- Rimolar ve Zimolar: Kasabada Barış, regia di Nermin Er e İsmet Kurtuluş (2014)

## Teatro
- Ân, scritto e diretto da Özen Yula
- Gül'e Ağıt di Deniz Altun, diretto da Mehmet Ergen, presso i teatri municipali di Bakırköy (2009)
- Ben O İstanbul'u Çok Sevdim, scritto e diretto da Özen Yula, presso i teatri municipali di Bakırköy (2015)
- Yarın Başka Koruda di Melih Cevdet Anday, diretto da Yiğit Sertdemir, presso i teatri municipali di Bakırköy (2016)

## Doppiatrici italiane
Nelle versioni in italiano dei suoi film e delle sue serie TV, Zeyno Eracar è stata doppiata da:
- Emilia Costa[13] in Endless Love[14], Segreti di famiglia[15]